# Gastrotheca antoniiochoai
Gastrotheca antoniiochoai es una especie de anfibio anuro de la familia Hemiphractidae.

## Distribución geográfica
Esta especie es endémica de la región de Cusco en Perú. Se encuentra en la provincia de Paucartambo entre los 2817 y 2950 m sobre el nivel del mar en el valle del río Kosñipata.

## Descripción
El holotipo de una hembra subadulta, mide 27 mm. Los machos miden de 26 a 27 mm y las hembras miden 32 mm.

## Taxonomía
Descrita en el género Hyla, Catenazzi y Lehr la trasladaron a Gastrotheca en 2009.

## Etimología
Esta especie lleva el nombre en honor del aracnólogo y herpetólogo José Antonio Ochoa.

## Publicación original
- De la Riva & Chaparro, 2005: A new species of tree frog from the Andes of southeastern Peru (Anura: Hylidae: Hyla). Amphibia-Reptilia, vol. 26, n.º 4, p. 515-521[4]